# Zindzi Mandela

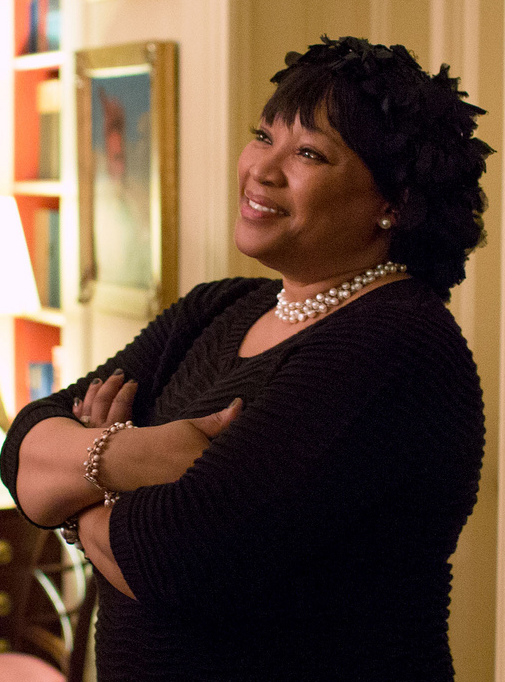
Zindzi Mandela (2013)

Nobutho Zindziswa „Zindzi“ Mandela-Hlongwane (* 23. Dezember 1960 in Johannesburg; † 13. Juli 2020 ebenda) war eine südafrikanische Lyrikerin und Politikerin. Sie war 2015 bis 2019 Botschafterin ihres Heimatlandes in Dänemark. Sie trat zudem zwischen 1996 und 1998, nach der Scheidung ihres Vaters Nelson Mandela und bis zu seiner erneuten Heirat, offiziell als First Lady Südafrikas auf.

## Leben
Zindzi Mandela war die jüngste Tochter von Nelson Mandela und Winnie Madikizela-Mandela. Ihre Kindheit war geprägt von der ständigen Abwesenheit ihres inhaftierten Vaters und Repressionen gegen die Familie. 1972 schrieb sie einen Brief an das United Nations Special Committee Against Apartheid, in dem sie die politisch motivierten Angriffe gegen ihre Familie beklagte. Bereits während ihrer Jugendjahre schrieb sie Gedichte, die erstmals 1978 als Buch mit dem Titel Black as I Am erschienen und später von Annemarie und Heinrich Böll ins Deutsche übersetzt wurden.
Bekannt wurde sie außerdem durch die Rede My Father says …, in der sie 1985 die Ablehnung ihres Vaters zu dem Angebot der Regierung, ihn unter Bedingungen aus dem Gefängnis freizulassen, öffentlich vortrug. Zindzi Mandela wurde in die Anthologie Daughters of Africa aufgenommen, die 1992 von Margaret Busby in London und New York herausgegeben wurde.
1993 heiratete sie den Ladenbesitzer Zwelibansi Hlongwane. In dem 1996 erschienenen Drama Mandela und de Klerk – Zeitenwende wird sie von Moshidi Motshegwa dargestellt. Ein Broadway-Musical auf Basis der Erinnerungen von Zindzi Mandela befand sich 2008 in der Planung.
2008 kam sie vor Gericht, weil sie die Miete für ihr Haus nicht bezahlt haben sollte. 2019 fiel sie durch einen Tweet auf, der in ihrer Heimat für medialen und parteipolitischen Aufruhr sorgte. Dabei setzte sie sich gegen die „Apologeten der Apartheid“ und für die Enteignung weißer Landbesitzer ein.
Mandela starb am 13. Juli 2020 in einem Krankenhaus in Johannesburg, nachdem bei ihr eine COVID-19-Infektion festgestellt wurde. Sie hinterließ vier Kinder.